# Macrochaetus americanus
Macrochaetus americanus är en hjuldjursart som beskrevs av Segers och Sarma 1993. Macrochaetus americanus ingår i släktet Macrochaetus och familjen Trichotriidae. Inga underarter finns listade i Catalogue of Life.